# Nijō Motohiro
Nijō Motohiro est un nom japonais traditionnel ; le nom de famille (ou le nom d'école), Nijō, précède donc le prénom (ou le nom d'artiste).
Nijō Motohiro, 1er duc Nijō (二条 基弘) (19 novembre 1859 - 2 avril 1928) est un noble japonais au service du gouvernement de Meiji comme officiel de cour et membre de la Chambre des pairs du Japon.

## Biographie
Nijō Motohiro naît à Kyoto, huitième fils de Kujō Hisatada. Il est adopté par Nijō Narinobu, une des cinq autres maisons des Régents Fujiwara afin de perpétuer le nom de famille Nijō. Son épouse est une fille de Maeda Nariyasu, douzième daimyo du domaine de Kaga. Leur fils est Nijō Atsumoto.
Le 7 juillet 1869, dans le cadre de la réforme de la noblesse de cour sous le nouveau gouvernement de Meiji, Nijō Motohiro est nommé prince (koshaku) sous le nouveau système kazoku de pairie. Le changement est considéré comme une rétrogradation par Nijō et de nombreux membres de la vieille aristocratie. Cependant, Nijō continue de servir l'empereur Meiji comme conseiller de cour. De septembre 1890 à janvier 1920, Nijō sert en tant que membre de la Chambre des pairs. En compagnie de Konoe Atsumarō, Nijō est un des meneurs de la Sanyōkai, faction au sein de la chambre haute critique de la politique d'Itō Hirobumi pro Jiyūtō (Parti libéral du Japon (1881), des plans d'augmentation des dépenses militaires après la première guerre sino-japonaise et des projets de réformes fiscales. Il sert plus tard comme grand prêtre du Kasuga Taisha, ancestral temple shinto du clan Fujiwara situé à Nara.
Nijō est très intéressé par le développement de Hokkaidō et dirige le Hokkaidō Kyōkai-kai. Un autre de ses intérêts est la photographie et il est vice-président de l'Association de photographie du Japon dirigée par Tokugawa Atsuyoshi.

## Source de la traduction
- (en) Cet article est partiellement ou en totalité issu de l’article de Wikipédia en anglais intitulé « Nijō Motohiro » (voir la liste des auteurs).